# Puntius manalak
Puntius manalak är en fiskart som först beskrevs av Herre 1924.  Puntius manalak ingår i släktet Puntius och familjen karpfiskar. IUCN kategoriserar arten globalt som akut hotad. Inga underarter finns listade i Catalogue of Life.